# Juntes Generals de Biscaia

Escut històric del Senyoriu i Província de Biscaia, -.

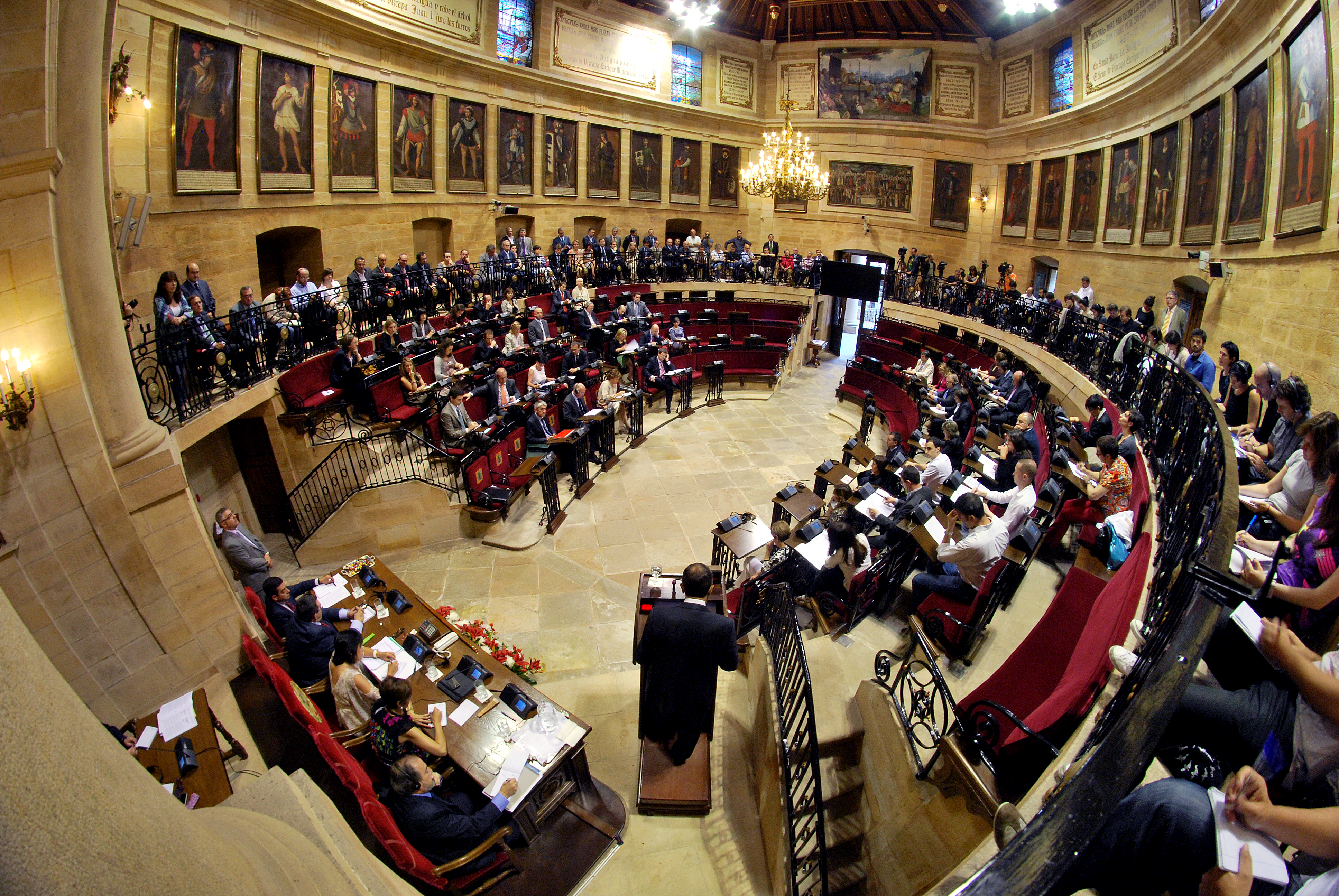
Vista de la sala durant l'obertura de la legislatura l'any 2011

Les Juntes Generals de Biscaia o Bizkaiko Batzar Nagusiak són el parlament de Biscaia, territori històric del País Basc. És el màxim òrgan de representació del poble de Biscaia. La seva seu es troba a la Casa de Juntes de Gernika, on aquesta el símbol de l'antiga sobirania foral dels territoris bascos per excel·lència, el llegendari roure sota el qual els Senyors de Biscaia juraven lleialtat a les velles lleis biscaïnes i on se celebraven les reunions de les antigues Juntes. No obstant això compta amb una altra seu a Bilbao.

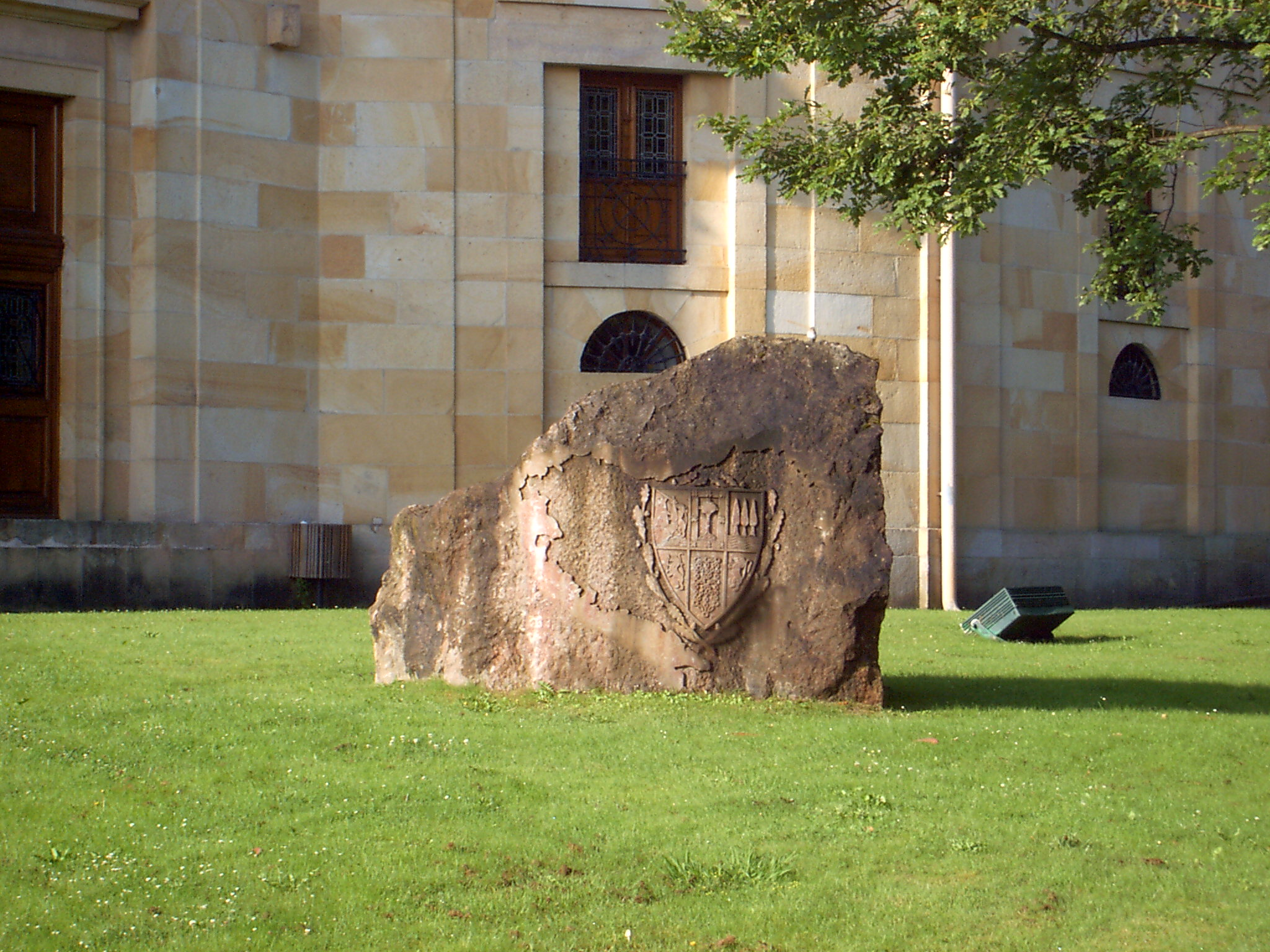
Escut d'Euskalerria en pedra.

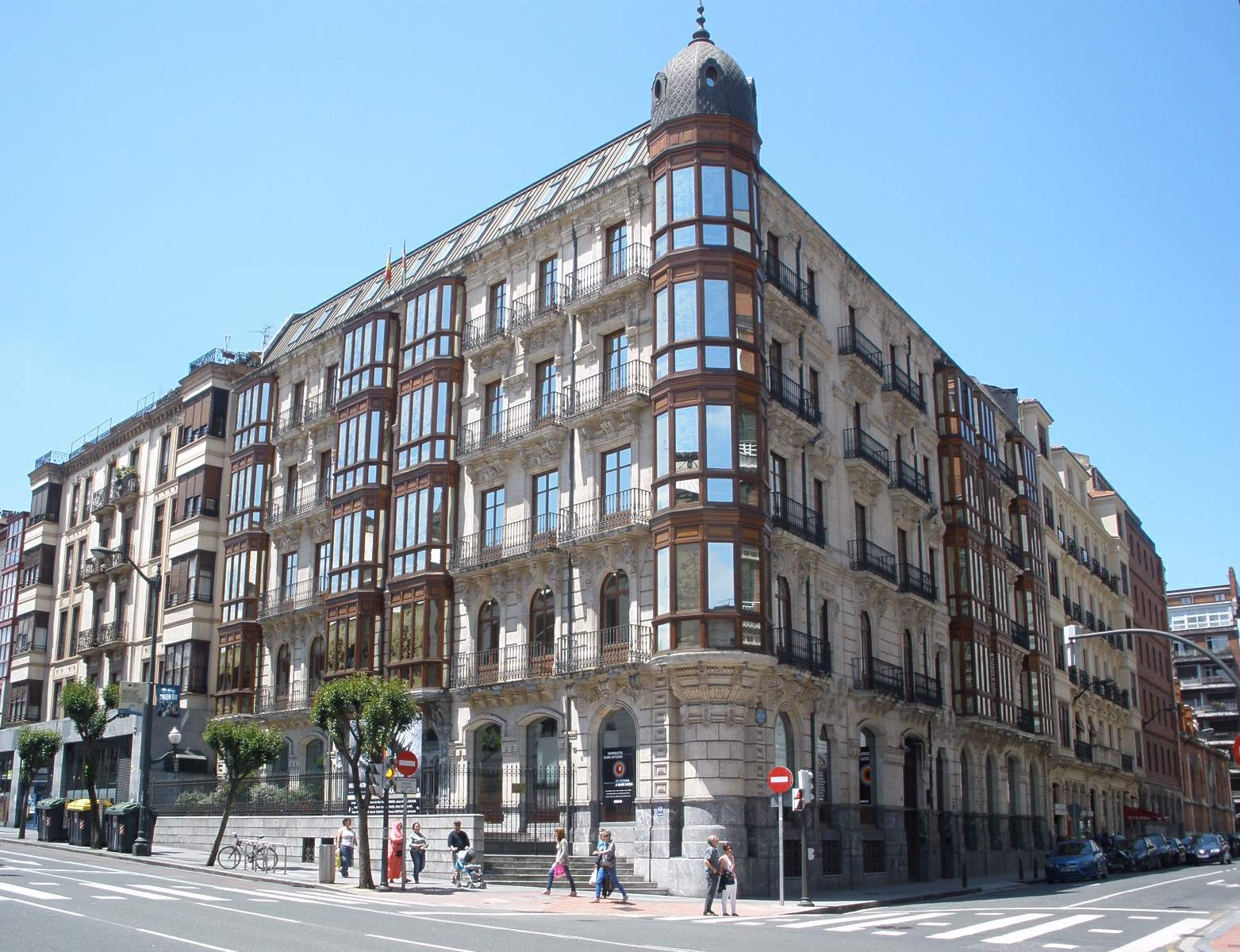
Juntes Generals de Biscaia a Bilbao.

En 1979 es recupera aquesta institució després que fos abolida, al costat de la resta del règim foral, en 1876. En l'actualitat, les Juntes Generals i la Diputació Foral de Biscaia són les institucions i òrgans forals de Biscaia.

## Funcions i competències
Les Juntes Generals de Biscaia exerceixen la potestat normativa del territori històric, escullen el Diputat General, aproven els pressupostos forals a proposta de la Diputació Foral i controlen la seva acció. Entre altres matèries, les Juntes Generals exerceixen la potestat normativa en matèria d'Hisenda Foral, dictant disposicions referents a impostos com l'IRPF (Impost sobre la Renda de les Persones Físiques). La seva recaptació correspon a la Diputació General que, mitjançant un sistema de contingents, finança a la Comunitat Autònoma i, juntament amb aquesta, a l'Estat.

## Composició
Les Juntes Generals de Biscaia són una assemblea unicameral els membres de la qual, denominats apoderats, són escollits mitjançant sufragi directe entre el poble de Biscaia. Les eleccions se celebren cada quatre anys, coincidint amb les eleccions municipals.
| | 1979 | 1983 | 1987 | 1991 | 1995 | 1999 | 2003 | 2007 | 2011 | 2015 | 2019 |
| EAJ-PNV                                                                                              | 40   | 26   | 16   | 21   | 20   | 17   | 22   | 23   | 22   | 25   | 25   |
| Euskal Herria Bildu                                                                                  |      |      |      |      |      |      |      |      | 12   | 11   | 10   |
| PSE-EE¹                                                                                              | 14   | 13   | 12   | 12   | 10   | 10   | 11   | 14   | 9    | 7    | 8    |
| Elkarrekin Podemos                                                                                   |      |      |      |      |      |      |      |      |      | 6    | 6    |
| PP / AP                                                                                              | --   | 4    | 1    | 4    | 9    | 10   | 10   | 8    | 8    | 4    | 2    |
| EB-B / EPK                                                                                           | 3    | --   | --   | --   | 4    | 1    | 3    | 3    | --   |      |      |
| EA                                                                                                   |      |      | 7    | 4    | 1    | 4    | 5    | 1    |      |      |      |
| ANV / EH / HB                                                                                        | 19   | 6    | 10   | 8    | 5    | 9    | --*  | 1*   |      |      |      |
| Aralar                                                                                               |      |      |      |      |      |      | --   | 1    | --   |      |      |
| ICV-EHE                                                                                              |      |      |      |      | 2    | --   |      |      |      |      |      |
| EE¹                                                                                                  | 4    | 2    | 4    | 2    |      |      |      |      |      |      |      |
| CDS / UCD                                                                                            | 10   | --   | 1    |      |      |      |      |      |      |      |      |
| Total                                                                                                | 90   | 51   | 51   | 51   | 51   | 51   | 51   | 51   | 51   | 51   | 51   |
| ¹ En 1993 EE s'integrà en el PSE-PSOE. * Gairebé totes les seves candidatures foren il·legalitzades. |      |      |      |      |      |      |      |      |      |      |      |

### Composició actual
Actualment les Juntes Generals de Biscaia estan formades per 51 apoderats (batzarkide), distribuïts de la següent forma, a partir de les Eleccions Forals de 2019: 
| Resultats   |           |                |               |                 |           |       |
| Candidatura | Bilbao    | Busturia-Uribe | Encartaciones | Durango-Arratia | Total     | Total |
| Candidatura | Apoderats | Apoderats      | Apoderats     | Apoderats       | Apoderats | +/-   |
| EAJ-PNV     | 7         | 7              | 6             | 5               | 25        | 2     |
| EH Bildu    | 2         | 3              | 2             | 3               | 10        | 1     |
| PSE-EE      | 3         | 1              | 3             | 1               | 8         | 1     |
| Podemos     | 2         | 1              | 2             | 1               | 6         | =     |
| PP          | 1         | 1              | 0             | 0               | 2         | 2     |

Circumscripcions
L'elecció dels Apoderats es fa sobre la base de quatre circumscripcions electorals:
1. Bilbo / Bilbao (16 Apoderats), integrada pel municipi de Bilbao.
2. Enkarterriak / Encartaciones (13 Apoderats), integrada pels municipis d'Abanto-Zierbena, Alonsotegi, Artzentales, Balmaseda, Barakaldo, Karrantza, Zierbena, Galdames, Gordexola, Güeñes, Lanestosa, Muskiz, Ortuella, Portugalete, Santurtzi, Sestao, Sopuerta, Turtzioz, Trapagaran i Zalla.
3. Durango-Arratia (9 Apoderats), integrada pels municipis d'Abadiño, Amorebieta-Etxano, Etxebarri, Arakaldo, Arantzazu, Areatza, Arrankudiaga, Atxondo, Basauri, Bedia, Berriz, Artea, Zeanuri, Dima, Durango, Elorrio, Ermua, Galdakao, Garai, Igorre, Iurreta, Izurtza, Lemoa, Mallabia, Mañaria, Orduña, Orozko, Otxandio, Ubide, Ugao, Zaldibar, Zaratamo i Zeberio.
4. Busturia-Uribe (13 Apoderats), integrada pels municipis d'Amoroto, Arrieta, Aulesti, Bakio, Barrika, Berango, Bermeo, Berriatua, Busturia, Derio, Ea, Etxebarria, Elantxobe, Erandio, Ereño, Errigoiti, Fruiz, Gamiz-Fika, Gatika, Gautegiz-Arteaga, Gernika-Lumo, Getxo, Gorliz, Gizaburuaga, Ibarrangelu, Ispaster, Larrabetzu, Laukiz, Leioa, Lekeitio, Lemoiz, Lezama, Lujua, Markina-Xemein, Jatabe, Mendata, Mendexa, Meñaka, Morga, Mundaka, Mungia, Munitibar-Arbatzegi-Gerrikaitz, Muxika, Ondarroa, Plentzia, Sondika, Sopela, Sukarrieta, Urduliz, Zamudio i Ziortza-Bolibar.

Per a optar al repartiment d'escons en una circumscripció, cada candidatura ha d'obtenir almenys el 3% dels vots vàlids emesos en aquesta circumscripció. Les circumscripcions no s'ajusten del tot a les tradicionals demarcacions comarcals; la de Bilbao comprèn únicament el municipi de Bilbao i no la comarca del Gran Bilbao; Encartaciones comprèn la comarca d'Encartaciones i les subcomarques de la zona minera i el marge esquerre; Busturia-Uribe comprèn les subcomarques del marge dret i del Txorierri i les comarques d'Uribe, Busturialdea-Urdaibai i Lea-Artibai; Durango-Arratia comprèn les comarques de Duranguesat i Arratia-Nervión.

## Presidents
| Legislatura       | President              | Partit |
| ----------------- | ---------------------- | ------ |
| I. (1979-1983)    | ?                      |        |
| II. (1983-1987)   | ?                      |        |
| III. (1987-1991)  | Antxon Aurre Elorrieta | EAJ    |
| IV. (1991-1995)   | Antxon Aurre Elorrieta | EAJ    |
| V. (1995-1999)    | Aitor Esteban Bravo    | EAJ    |
| VI. (1999-2003)   | Aitor Esteban Bravo    | EAJ    |
| VII. (2003-2007)  | Ana Madariaga Ugarte   | EAJ    |
| VIII. (2007-2011) | Ana Madariaga Ugarte   | EAJ    |
| IX. (2011-2015)   | Ana Madariaga Ugarte   | EAJ    |
| X. (2015-2019)    | Ana Otadui Biteri      | EAJ    |
| XI. (2019-)       | Ana Otadui Biteri      | EAJ    |

## L'origen i la història

### Estructura territorial del Senyoriu
El Senyoriu de Biscaia està format per tres territoris bàsics els quals s'han anat incorporant en el transcurs del temps. Tots ells gaudien de les seves institucions i les seves Juntes. Les antigues Juntes les formaven: 
- La Terra plana, representades per les anteiglesias amb vot individual.
- Las Encartaciones, amb govern en la Junta d'Avellaneda i amb Fur propi, eren representades per un Síndic triat per la Junta d'Avellaneda. Això fins a 1804.
- Duranguesat o Merindad de Durango, amb les seves Juntes que es reunien a Guerendiaga (Abadiño) i també amb Fur propi, fins a 1876
- Les viles
- La ciutat d'Orduña

La Lur laua (Tierra llana), que obeïa (i obeeix) al Dret Civil Foral i era la part rural del territori descendent directe de l'organització feudal, i les viles i ciutats. La Terra Plana estava formada per les anteiglesias que s'agrupaven en merindades, mentre que les viles i ciutats (a Biscaia solament hi ha una població que té el títol de ciutat, Orduña) atenien al seu fur propi, al dret comú, que li havia estat atorgat pel rei.
Eren competència de les Juntes Generals les següents: 
- Elaboració d'ordenances i reglaments.
- Prendre jurament al Senyor de Biscaia i salvaguardar la integritat foral a través dels mecanismes amatents pel Passis Foral.
- Elecció de diferents funcionaris i representants, diputats, regidors, síndics...
- Ordenar l'activitat econòmica.
- Consentir la prestació del servei militar.

L'avís de convocatòria de les justes es realitzava mitjançant el toc de botzines i l'encesa de fogueres en el cim d'unes forests estratègicament situades. Aquestes forests són coneguts com a Montes Bocineros. Eren cinc Sollube, Ganekogorta, Kolitza, Oiz i Gorbeia.

### Conceptes del règim foral històric
- El Fur del Senyoriu de Biscaia era el seu ordenament jurídic, tant en l'àmbit institucional, civil, penal i processal. La seva font originària va ser el costum, recollida per escrit en 1452 en el Fur Vell i posteriorment el 1526 pel Fur Nou. Aquestes característiques el diferencien radicalment del fur municipal comentat en l'article Furs.

- Hidalgía Universal, que és recollit a la llei 16 del títol I del Fur Nou, estableix que tots els civils habitants i veïns de Biscaia són iguals. Això té com a conseqüència notòria la prohibició de tortures i l'exempció de tributs així com el dret de dur espasa. D'igual manera, el servei militar queda sotmès a uns condicionaments. Els biscaïns estaven obligats a seguir al Senyor fins a l'Arbre Malato, situat a Luyando; més enllà d'aquest límit, com a homes lliures que eren, havien de rebre un sou.

- El passis foral i el contrafur van ser uns dels mecanismes de control al poder senyorial. Posaven fre a les arbitrarietats que es poguessin donar garantint el respecte al fur i posant a aquest per sobre del Senyor. El contrafur invalidava qualsevol resolució del Senyor que anés en contra del Fur de Biscaia.

- El Jurament del Senyor. El primer acte de cada Senyor de Biscaia era el jurar els furs. Havia de manifestar respecte al conjunt de lleis que regirien als biscaïns. L'acte era molt solemne i es devia realitzar en quatre punts diferents, Bilbao, Larrabetzu, Gernika i Bermeo. Fins que no s'hagués completat aquesta ruta no eren proclamats Senyors. La fórmula del Jurament era la següent:

Yo, Señor de Vizcaya juro que bien

y verdaderamente guardaré y

mandaré guardar todas las

libertades, franquezas y privilegios,

usos, costumbres, que los

Vizcaínos, así de la tierra llana

como de las villas y ciudad, y

Encartaciones y Durangueses de

ella tuvieron hasta aquí y en la

manera que ellos tienen y quieren.